# Berton E. Spivy, Jr.

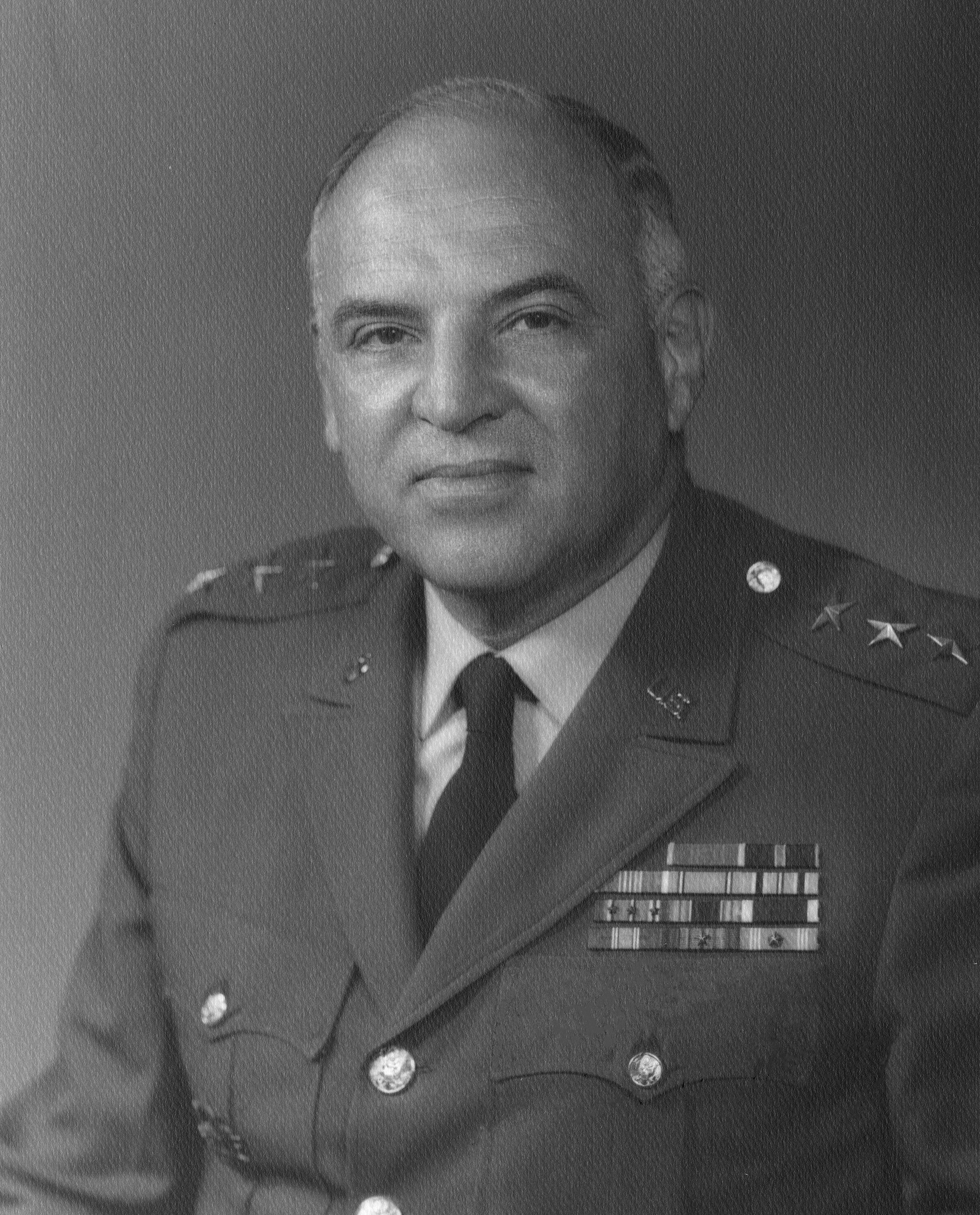
Berton E. Spivy Jr.

Berton Everett Spivy Jr. (* 22. Dezember 1911 in  Muskogee, Muskogee County, Oklahoma; † 26. November 1997 in Dallas, Texas) war ein General der United States Army. Er war unter anderem Kommandeur der 3. Panzerdivision.
Er war ein Sohn von Berton Everett Spivy Sr. und dessen Frau Maude Bramlette. In den Jahren 1930 bis 1934 durchlief der jüngere Spivy die United States Military Academy in West Point. Nach seiner Graduation wurde er als Leutnant der Artillerie zugeteilt. In der Armee durchlief er anschließend alle Offiziersränge vom Leutnant bis zum Vier-Sterne-General.
Im Lauf seiner militärischen Karriere absolvierte Berton Spivy verschiedene Kurse und Schulungen. Dazu gehörten unter anderem die US Field Artillery School in Fort Sill, die britische Land/Air Warfare School und das National War College.
In seinen jüngeren Jahren verrichtete er den für Offiziere in den niederen Rangstufen üblichen Dienst in verschiedenen Einheiten und Standorten. Dazu gehörten auch Aufgaben als Stabsoffizier in verschiedenen Hauptquartieren. Zum Zeitpunkt des amerikanischen Eintritts in den Zweiten Weltkrieg war er Leiter der Stabsabteilung G1 (Personal) der Feldartillerie der US Army Ground Forces. Im weiteren Verlauf des Krieges wurde er in den Süden Frankreichs versetzt, wo er Stabsoffizier in der Artillerie der 7. Armee wurde. Dieses Amt bekleidete er bis zum Ende des Krieges.
Nach seiner Rückkehr in die Vereinigten Staaten setzte Spivy seine Offizierslaufbahn fort. In den Jahren 1945 bis 1959 war er unter anderem Stabsoffizier in der Abteilung G4 (Logistik) der 1. Armee, Bataillonskommandeur bei der 2. Infanteriedivision, Leiter der Special Weapons School und Leiter einer Sonderausbildungseinheit für das Armed Forces Special Weapons Project auf der Sandia Base in New Mexico.
Mit seiner Beförderung zum Brigadegeneral im Jahr 1959 begann die Zeit, in der Berton Spivy höhere militärische Einheiten kommandierte. Er wurde nach Südkorea zur 7. Infanteriedivision versetzt, wo er deren Artillerie kommandierte. Anschließend übernahm er in Fort Sill den Befehl über eine Brigade. Es folgten einige Verwendungen als Stabsoffizier unter anderem in der Abteilung J3 beim United States European Command in Stuttgart. Zwischen Februar 1964 und März 1965 hatte er als Generalmajor den Oberbefehl über die ebenfalls in Deutschland stationierte 3. Panzerdivision.
Nach dem Ende dieses Kommandos wurde Spivy zum Generalleutnant befördert und zum Leiter der Stabsabteilung J5 (Planungen) beim Joint Chiefs of Staff in Washington, D.C. ernannt. Im April wurde er zum Director of the Joint Staff ernannt. Damit zählte er zu den wichtigsten Beratern des Vorsitzenden der Joint Chiefs of Staff. Dieses Amt bekleidete er zwischen dem 1. April 1967 und dem 31. Juli 1968.
Im Juli 1968 erfolgte Spivys Beförderung zum Vier-Sterne-General und seine Ernennung zum amerikanischen Vertreter beim NATO-Militärausschuss (NATO Military Committee). Dieses Amt bekleidete er bis zu seinem Ausscheiden aus dem Militärdienst im Juli 1971.
Nach seiner Pensionierung verbrachte Spivy die folgenden 23 Jahre im Großraum um Washington D.C. Dort war er unter anderem als Berater für die in der Rüstungsindustrie tätige Firma Martin Marietta tätig. Im Jahr 1994 zog er nach Dallas in Texas. Dort erlag er am 26. November 1997 einem Krebsleiden. Er wurde auf dem Friedhof der Gemeinde Andice im Williamson County in Texas beigesetzt.

## Orden und Auszeichnungen
Berton Spivey erhielt im Lauf seiner militärischen Laufbahn unter anderem folgende Auszeichnungen:
- Army Distinguished Service Medal
- Silver Star
- American Defense Service Medal
- American Campaign Medal
- European-African-Middle Eastern Campaign Medal
- World War II Victory Medal
- National Defense Service Medal